# Round Lake (Illinois)
Round Lake é uma vila localizada no estado americano de Illinois, no Condado de Lake.

## Demografia
Segundo o censo americano de 2000, a sua população era de 5842 habitantes.
Em 2006, foi estimada uma população de 16.220, um aumento de 10378 (177.6%).

## Geografia
De acordo com o United States Census Bureau tem uma área de
9,3 km², dos quais 9,1 km² cobertos por terra e 0,2 km² cobertos por água.

## Localidades na vizinhança
O diagrama seguinte representa as localidades num raio de 4 km ao redor de Round Lake.